# Oshichiya
Oshichiya (jap. お七夜 o-shichiya; siódmy dzień po urodzeniu) – japoński zwyczaj (ceremonia) nadania imienia dziecku i przyjęcia go do społeczeństwa. Rytuał ten odbywa się siódmego dnia od narodzin dziecka. Wywodzi się z wierzeń ludowych w epoce Heian.  

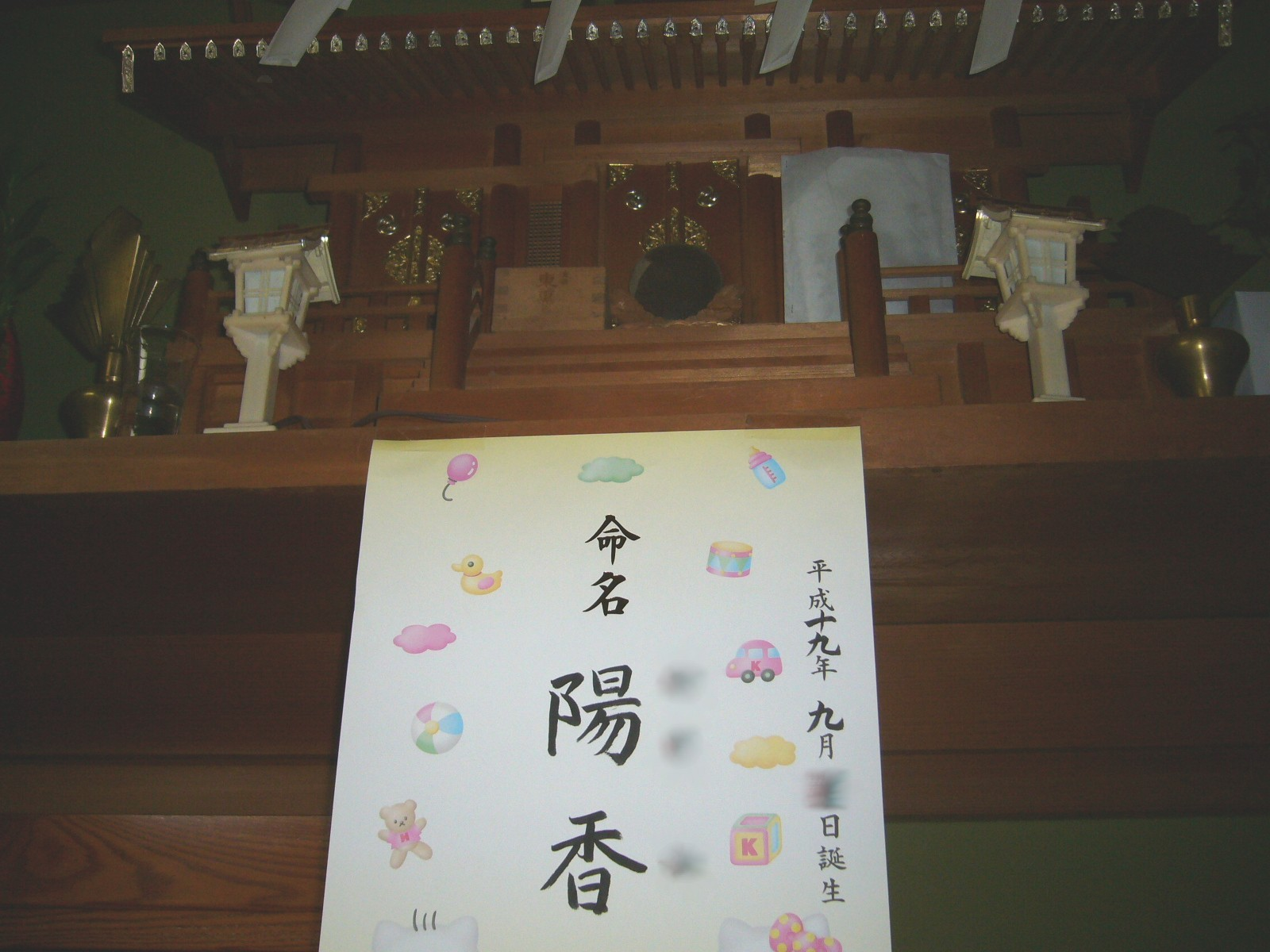
Kamidana przystrojona nowo nadanym imieniem niemowlęcia

W okresie do pierwszych odwiedzin w chramie shintō (hatsu-miya-mairi), do końca pierwszego miesiąca życia dziecka, rodzina spożywa takie potrawy jak np. sekihan ("czerwony ryż" - ryż gotowany z czerwoną fasolą), ryby o nazwie dorada z rodziny prażmowatych przyrządzane w całości (z głową i płetwami), wodorosty konbu (jap. 昆布 Laminariaceae), czy też fu (jap. 麩 rodzaj pieczywa; ang. wheat-gluten bread). Imię dziecka zostaje wpisane do księgi imion.
Często ceremonia odbywa się w dniu wypisania matki z dzieckiem ze szpitala, niezależnie w którym dniu życia dziecka ma to miejsce. Częste jest upamiętnianie odcisków stóp i dłoni niemowlęcia.